# Eriocaulon decangulare
Eriocaulon decangulare är en gräsväxtart som beskrevs av Carl von Linné. Eriocaulon decangulare ingår i släktet Eriocaulon och familjen Eriocaulaceae.

## Underarter
Arten delas in i följande underarter:
- E. d. latifolium
- E. d. decangulare
- E. d. minor